# Calyptocephalellidae
Calyptocephalellidae (Reig, 1960) è una famiglia di anfibi dell'ordine degli Anuri, presenti nelle montagne centrali e nel sud del Cile. 

## Tassonomia
La famiglia comprende 5 specie raggruppate in due generi:
- Calyptocephalella Strand, 1928 (1 sp.)
  - Calyptocephalella gayi Duméril and Bibron, 1841
- Telmatobufo Schmidt, 1952 (4 sp.)
  - Telmatobufo australis Formas, 1972
  - Telmatobufo bullocki Schmidt, 1952
  - Telmatobufo ignotus Cuevas, 2010
  - Telmatobufo venustus Philippi, 1899